# Avramivka (Mohutnie), Kirovohrad
Avramivka (în ucraineană Аврамівка) este un sat în comuna Mohutnie din raionul Kirovohrad, regiunea Kirovohrad, Ucraina.

## Demografie
Componența lingvistică a localității Avramivka
     Ucraineană (98,78%)
     Română (1,22%)
Conform recensământului din 2001, majoritatea populației localității Avramivka era vorbitoare de ucraineană (98,78%), existând în minoritate și vorbitori de română (1,22%).